# Sabine Schmitz
Sabine Schmitz (de domo Sabine Reck; ur. 14 maja 1969 w Adenau, zm. 16 marca 2021) – kierowca wyścigowy, znana z jazdy BMW „Ring taxi” na torze wyścigowym Nordschleife, a także jako osobowość telewizyjna.

## Kariera wyścigowa
Schmitz rozpoczęła karierę wyścigową w 1993 roku od startów w ADAC GT Cup w klasie 1. Z dorobkiem czterech punktów została sklasyfikowana na 21 pozycji w końcowej klasyfikacji kierowców. W późniejszych latach znana była głównie ze startów w mistrzostwach VLN Endurance oraz w 24-godzinnym wyścigu na torze Nürburgring, w którym dwukrotnie odnosiła zwycięstwa – w latach 1996–1997. W 1998 roku zdobyła tytuł mistrzowski w VLN Endurance. Poza tym Schmitz pojawiała się w stawce South African Touring Car Championship, SEAT Leon Supercopa Germany, Grand-Am Koni Challenge, Volkswagen Scirocco R-Cup, Group C Racing Championship oraz World Touring Car Championship.
W Mistrzostwach Świata Samochodów Turystycznych WTCC Niemka wystartowała z ekipą ALL-INKL.COM Münnich Motorsport w 2015 podczas rundy na Północnej Pętli Nordschleife. Pierwszy wyścig ukończyła na dziesiątej pozycji, a w drugim była jedenasta.

## Popularność
Sabine zwróciła uwagę mediów jako jedna z dwóch kierowców BMW M5 „Ring Taxi” jeżdżących wokół 20,8 kilometrowego toru Nordschleife w roli „taksówkarza” dla turystów. Jej zażyłość z tym torem spowodowała, że określa się ją mianem „Królowej Nürburgring”. Niemka szacowała, że rocznie przejeżdżała tor około 1200 razy.
Popularność pozwoliła Sabine Schmitz rozpocząć karierę telewizyjną. Od 2006 roku pracowała jako komentator sportowy. Wielokrotnie występowała również w słynnym brytyjskim programie motoryzacyjnym Top Gear.